# Walter Kreye (Schauspieler)

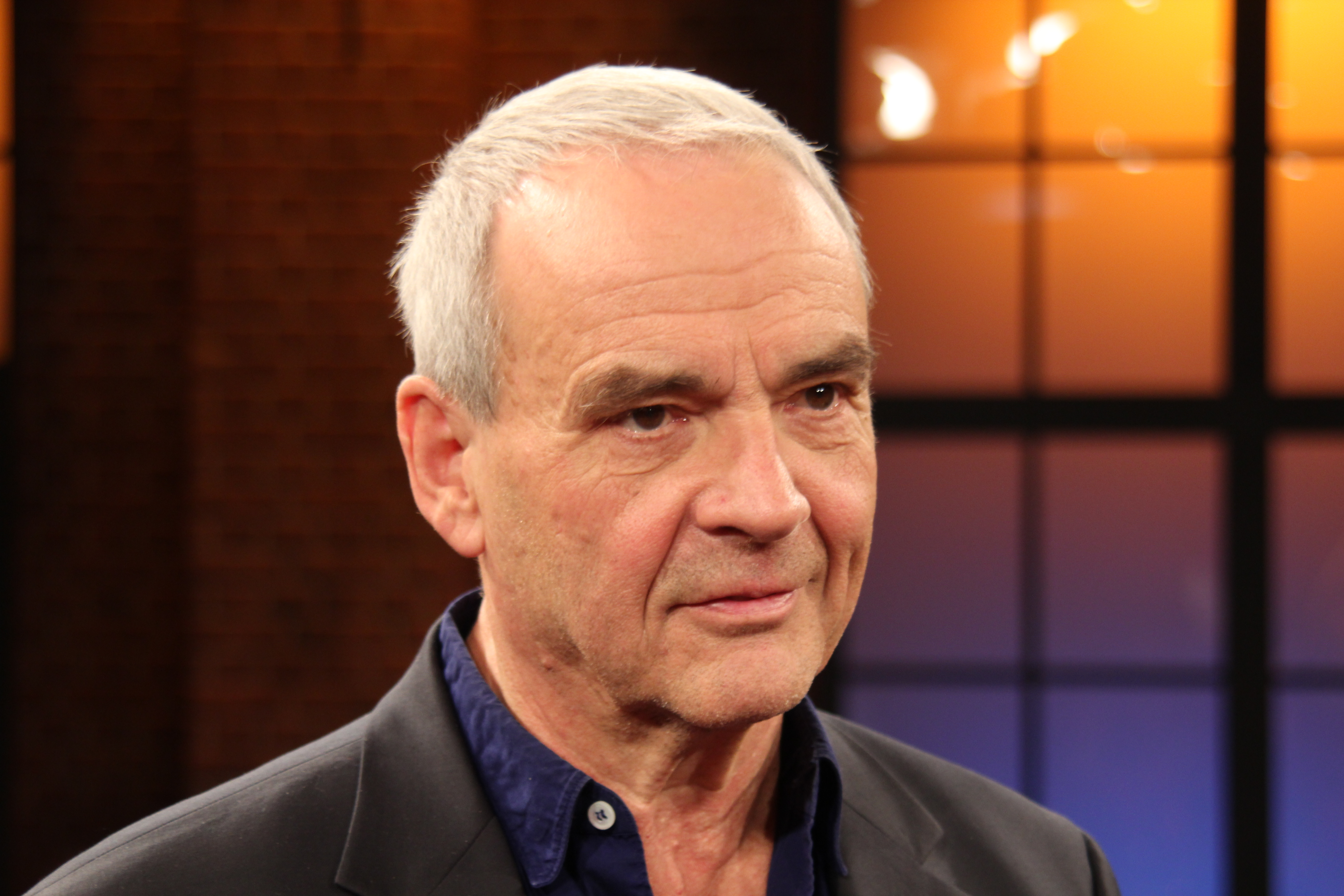
Walter Kreye, 2012

Walter Kreye (* 18. Juli 1942 in Oldenburg (Oldb)) ist ein deutscher Schauspieler, Hörbuchsprecher sowie Sprecher im Bereich der Radio-Features und Hörspiele. Einem breiten Publikum wurde er durch seine Hauptrollen in den Krimiserien Hecht & Haie und Der Alte bekannt. Er spielte bislang in über 160 Film- und Fernsehproduktionen mit.

## Leben und Karriere
Walter Kreye, Sohn des Hörfunkredakteurs und Schriftstellers Walter A. Kreye (1911–1991), absolvierte bis 1971 ein Studium an der Schauspielschule Bochum und hatte danach Theaterengagements am Hamburger Schauspielhaus sowie am Thalia Theater. Weitere Stationen waren die Berliner Schaubühne am Halleschen Ufer sowie das Staatstheater Hannover und das Staatstheater Stuttgart.
1988 gab Kreye unter der Regie von Ernst-August Zurborn als Paul in dem Spielfilm Ein Treffen mit Rimbaud sein Filmdebüt. Ab 1989 übernahm er Gastrollen in zahlreichen Fernsehserien und -reihen, u. a. in Ein Fall für zwei, Praxis Bülowbogen, Der Fahnder, Tatort, Ein starkes Team, Unter anderen Umständen und Spreewaldkrimi.
Bernd Schadewald besetzte ihn 1990 als Kurt für seinen Spielfilm Der Hammermörder. Im selben Jahr erhielt er zusammen mit Klaus Emmerich, Hans Noever, Renan Demirkan und Jürgen Holtz den Grimme-Preis mit Silber für Reporter. Von 1991 bis 1994 war er als Beamter Wolfgang Hecht vom Frankfurter Ordnungsamt in der Krimiserie Hecht & Haie des Hessischen Rundfunks für die ARD neben Friedrich-Karl Praetorius und Barbara Wussow in 26 Folgen zu sehen. In insgesamt 17 Folgen war er zwischen 1996 und 2000 neben Hauptdarstellerin Thekla Carola Wied als Erwin Peters in der ARD-Krimiserie Auf eigene Gefahr zu sehen. Daneben spielte er wiederkehrend mit Gudrun Landgrebe, wie etwa in Der Vamp im Schlafrock (2001) und Herzlichen Glückwunsch (2005).
2007 trat er die Nachfolge von Rolf Schimpf in der ZDF-Krimiserie Der Alte als Hauptkommissar Rolf Herzog mit der Episode Doppelspiel an. Aufgrund seiner Erkrankung an Darmkrebs musste Kreye seit Juli 2011 pausieren. Daraufhin wurde er von der Produzentin Susanne Porsche entlassen. Kreye kritisierte die Vorgehensweise der Produzentin, die ihn über die Trennung in einem kurzen Telefongespräch informiert hatte.
2014 war Kreye neben Jutta Speidel in Michael Rowitz’ Filmkomödie Mit Burnout durch den Wald als Herbert Hartwig, der sich mit seiner Ehefrau dazu entscheidet, die letzte Etappe des Lebens lieber getrennt zu gehen, in einer der Hauptrollen zu sehen. 2019 spielte er in Peter Evers’ Kinodrama A Gschicht über d’Lieb den Dorfwirt Zeiserer. Von 2017 bis 2020 verkörperte er in der Netflix-Serie Dark (Staffel 1–3) die Rolle des Tronte Nielsen. 2022 wirkte er in dem Dokudrama Rex Gildo – Der letzte Tanz von Rosa von Praunheim mit.
Aus der ersten Ehe hat Kreye einen Sohn. In zweiter Ehe ist er mit der Schauspielerin Sabine Wegner verheiratet und hat mit ihr zwei Töchter. Seit 2003 lebt er mit Wegner in Berlin-Charlottenburg.

## Filmografie

### Spielfilme
- 1988: Ein Treffen mit Rimbaud
- 1990: Mauritius-Los
- 1990: Der Hammermörder
- 1991: Ende der Unschuld
- 1997: Der stille Herr Genardy
- 1998: Der Clown
- 1999: Männer und andere Katastrophen
- 2000: Maximum Speed
- 2000: Meine Tochter darf es nie erfahren
- 2001: Der Vamp im Schlafrock
- 2004: Die Versuchung
- 2005: Hölle im Kopf
- 2005: Katze im Sack
- 2005: Herzlichen Glückwunsch
- 2006: Es war Mord und ein Dorf schweigt
- 2006: Heute fängt mein Leben an
- 2006: Nicht ohne meine Schwiegereltern
- 2006: Mondscheinkinder
- 2007: Autopiloten
- 2007: Einmal Dieb, immer Dieb
- 2007: Das Geheimnis meiner Schwester
- 2009: Mama kommt!
- 2009: 30 Karat Liebe
- 2008: Die Frau aus dem Meer
- 2009: Schwarzwaldliebe
- 2013: Fluss des Lebens – Verloren am Amazonas
- 2013: Alle Macht den Kindern!
- 2014: Mit Burnout durch den Wald
- 2015: Engel unter Wasser
- 2016: Papa und die Braut aus Kuba
- 2016: Alles aus Liebe
- 2017: Kundschafter des Friedens
- 2019: Das Ende der Wahrheit
- 2019: A Gschicht über d’Lieb
- 2019: Das Wichtigste im Leben
- 2022: Familienerbe
- 2022: Rex Gildo – Der letzte Tanz

### Fernsehserien und -reihen
- 1989: Reporter (9 Folgen)
- 1989–1997: Ein Fall für zwei (6 Folgen)
- 1991–1994: Hecht & Haie (26 Folgen)
- 1993: Glückliche Reise – Ibiza
- 1994: Adelheid und ihre Mörder (Folge Tod in der Geisterbahn)
- 1994: Julie Lescaut (1 Folge)
- 1996: Polizeiruf 110: Die Gazelle
- 1996–2000: Auf eigene Gefahr (17 Folgen)
- 1997: Tatort: Alptraum
- 1997: Polizeiruf 110: Gänseblümchen
- 1997: Doppelter Einsatz (Folge Narkose ins Jenseits)
- 1998: Tatort: Voll ins Herz
- 1999: Operation Phoenix – Jäger zwischen den Welten
- 1999: Tatort: Licht und Schatten
- 2000: Tatort: Rattenlinie
- 2000: Tatort: Bienzle und der Mann im Dunkeln
- 2000: Ein starkes Team: Tödliche Rache
- 2000: Polizeiruf 110: Bis zur letzten Sekunde
- 2001: Ein starkes Team: Verraten und verkauft
- 2003: Das Glück ihres Lebens
- 2004: Wilsberg: Tödliche Freundschaft
- 2005: Die Schwarzwaldklinik – Neue Zeiten
- 2005: Wolffs Revier (Folge Alles aus Liebe)
- 2005: Der Staatsanwalt: Henkersmahlzeit
- 2005: Die Rosenheim-Cops (Folge Eine Leiche on the Rocks)
- 2005: Tatort: Leiden wie ein Tier
- 2005: Rosamunde Pilcher – Der Himmel über Cornwall
- 2005–2009: Der Dicke (20 Folgen)
- 2006: Unter weißen Segeln – Frühlingsgefühle
- 2006: SOKO 5113 (Folge Gegen die Zeit)
- 2006: Blackout – Die Erinnerung ist tödlich
- 2007: Doppelter Einsatz (Folge Nackte Angst)
- 2007: K3 – Kripo Hamburg (Folge Menschenraub)
- 2007: Siska (Folge Der Tod in deinen Armen)
- 2007: Rosamunde Pilcher – Wiedersehen am Fluss
- 2008–2012: Der Alte (44 Folgen)
- 2008: Ein starkes Team: Hungrige Seelen
- 2010: Unter anderen Umständen: Tod im Kloster
- 2012: Katie Fforde – Sommer der Wahrheit
- 2012: Das Traumschiff – Singapur
- 2013: Tessa Hennig: Mutti steigt aus
- 2014: Kommissar Dupin: Bretonische Verhältnisse
- 2015: Die Chefin (Folge Todesurteil)
- 2015: Donna Leon – Tierische Profite
- 2015: Notruf Hafenkante (Folge Getrieben)
- 2016: Der Taunuskrimi – Böser Wolf – Ein Taunuskrimi (Zweiteiler)
- 2016: Hotel Heidelberg: Kommen und Gehen
- 2016: Katie Fforde: Tanz auf dem Broadway
- 2016: Spreewaldkrimi: Spiel mit dem Tod
- 2017: Chaos-Queens: Die Braut sagt leider nein
- 2017: In aller Freundschaft (Folge Der Zweck heiligt die Mittel?)
- 2017: In aller Freundschaft (Folge Wenn die Wahrheit schmerzt)
- 2017–2020: Dark (8 Folgen)
- 2018: SOKO Stuttgart (Folge Schuldig)
- 2018, 2020: Kroymann (Satiresendung, 2 Folgen)
- 2018: Herr und Frau Bulle – Tod im Kiez
- 2019: Rosamunde Pilcher: Der magische Bus
- 2020: Meine Mutter … – Meine Mutter traut sich was
- 2024: Das Traumschiff – Nusantara

## Hörbücher (Auswahl)
- 2000: Der Spurensucher von Imre Kertész, Hörbuch Hamburg, 3 CDs ca. 179 Min., ISBN 3-89903-127-X.
- 2005: Der Trudeau Vektor von Juris Jurjevics, Hörbuch Hamburg HHV GmbH, 5 CDs 385 Min., ISBN 3-89903-189-X.
- 2005: Nachtzug nach Lissabon. von Pascal Mercier, Hörbuch Hamburg, 6 CDs 470 Min, ISBN 3-89903-787-1.
- 2007: Akè – Jahre der Kindheit von Wole Soyinka, Steinbach, 5 CDs 372 Min., ISBN 978-3-88698-110-6.
- 2007: Geschichte eines Deutschen : die Erinnerungen 1914–1933 von Sebastian Haffner, Der Hörverlag, 4 CDs 440 Min., ISBN 978-3-86717-182-3.
- 2010: Das Mädchen meines Herzens von Buddhadeva Bose, Hörbuch Hamburg, 4 CDs 270 Min., ISBN 978-3-550-08813-1.
- 2013: Grimms Märchen von Philip Pullman, Silberfisch, 12 CDs, 830 Min., ISBN 978-3-86742-533-9.
- 2014: Nicht mit mir von Per Petterson, Hörbuch Hamburg, 5 CDs, ISBN 978-3-89903-843-9.
- 2015: Michael Ende – Der Geschichtenerzähler von Michael Ende, OSTERWOLDaudio, 9 CDs, ISBN 978-3-86952-245-6.
- 2016: Der Taubentunnel von John le Carré, Hörbuch Hamburg, 6 CDs 451 Min. ISBN 978-3-95713-039-6.
- 2016: Michael D’Antonio: Die Wahrheit über Donald Trump, der Hörverlag, ISBN 978-3-8445-2502-1
- 2021: Georges Simenon: Maigret und der Fall Nahour, Der Audio Verlag, ISBN 978-3-7424-1966-8
- 2021: Arnaldur Indriðason: Tiefe Schluchten, Lübbe Audio, ISBN 978-3-7857-8404-4
- 2022: Georges Simenon: Maigret in New York, Der Audio Verlag, ISBN 978-3-7424-2102-9
- 2022: Ian McEwan: Lektionen, Diogenes Verlag & BookBeat, ISBN 978-3-257-69461-1
- 2023: James Hynes: Ich, Sperling, Der Audio Verlag, ISBN 978-3-7424-2938-4
- 2024: Arnaldur Indriðason: Das dunkle Versteck, Lübbe Audio & Audible, ISBN 978-3-7540-1049-5 (Kommissar Konrad 5)
- 2025: Joachim Gauck & Helga Hirsch: Erschütterungen. Was unsere Demokratie von außen und innen bedroht, der Audio Verlag, ISBN 978-3-7424-3477-7 (Hörbuch-Download)

## Hörspiele (Auswahl)
- 2006: Dylan Thomas: Ünner den Melkwoold (Erzähler) – Redaktion und Regie: Hans Helge Ott